# Zambo (Burkina Faso)
Zambo ist sowohl eine Gemeinde (französisch commune rurale) als auch ein dasselbe Gebiet umfassendes Departement im westafrikanischen Staat Burkina Faso in der Region Sud-Ouest und der Provinz Ioba. Die Gemeinde hat 18.207 Einwohner.